# Ugine
Ugine ist eine französische Gemeinde mit 7162 Einwohnern (Stand 1. Januar 2022) im Département Savoie in der Region Auvergne-Rhône-Alpes. Sie ist Hauptort des gleichnamigen Kantons Ugine im Arrondissement Albertville.

## Geographie
Ugine liegt in den Westalpen, etwa 44 km ostnordöstlich der Präfektur Chambéry und 28 km südöstlich der Stadt Annecy (Luftlinie). Bei Ugine weitet sich das schluchtartige Tal des Arly auf und vereinigt sich mit dem Tal der Chaise. Unterhalb von Ugine mündet die Chaise in den Arly. Rings um die Kleinstadt erheben sich drei verschiedene Bergmassive: das Massif des Bauges im Westen, das Massif du Beaufortain im Osten und das Massif des Aravis im Norden. Die Bergkette Chaîne des Aravis, besonderes geographisches Merkmal des letztgenannten Massivs, beginnt direkt nördlich von Ugine mit den 2132 m hohen Aiguilles du Mont und dem 2407 m hohen Mont Charvin, der höchster Punkt der Gemeinde ist. Die Chaîne des Aravis markiert gleichzeitig die Westgrenze des Gemeindegebietes, welches von dort aus den gesamten Osthang des Mont Charvin bis hinunter zum Flussbett des Arly umfasst. In südlicher Richtung entwässert der Arly das Tal und mündet nach etwa 10 Kilometern bei Albertville in die Isère. Die Gemeinde ist als Zugangsort mit dem Regionalen Naturpark Massif des Bauges assoziiert.
Ugine grenzt auf der Westseite an das Département Haute-Savoie und seine Gemeinden Manigod, Le Bouchet-Mont-Charvin und Val-de-Chaise mit Marlens. Die weiteren Nachbargemeinden sind Saint-Nicolas-la-Chapelle und Crest-Voland im Norden, Cohennoz, Villard-sur-Doron und Queige im Osten, sowie Marthod im Süden. Die Kleinstadt Ugine untergliedert sich in mehrere Teile mit eigenen Ortsnamen:
- Les Fontaines, Les Corrües, Pussiez, Soney und Les Rippes im Talboden zwischen Chaise und Arly, sowie
- Outrechaise am rechten Ufer der Chaise;
- L’Île am linken Ufer des Arly.

Auf der großen, durch mehrere Fließgewässer und Erosionstäler zerteilten Gemeindefläche befinden sich außerdem viele Weiler und Gehöfte, darunter:
- Héry (um 950 m) ehemals eigenständige Gemeinde oberhalb der Schlucht des Arly;
- Les Rafforts (900–1100 m) Gruppe von Gehöften und Almen auf einer Talschulter oberhalb der Schlucht des Arly und Talstation eines Skiliftes;
- Mont (um 650 m) im Chaise-Tal oberhalb von Ugine.

## Bevölkerung
Mit 7162 Einwohnern (Stand 1. Januar 2022) gehört Ugine zu den größeren Gemeinden des Département Savoie. Das Bevölkerungswachstum ist durch die Industrialisierung geprägt. Die Ortsbewohner von Ugine heißen auf Französisch Uginois(es).
| Jahr                       | 1800 | 1836 | 1866 | 1901 | 1921 | 1931 | 1946 | 1962 | 1982 | 1990 | 1999 | 2006 | 2011 |
| Einwohner                  | 2091 | 2944 | 2766 | 2325 | 3767 | 5951 | 5882 | 7489 | 7445 | 7248 | 6963 | 7004 | 7075 |
| Quellen: Cassini und INSEE |      |      |      |      |      |      |      |      |      |      |      |      |      |

## Geschichte
Die im Hochmittelalter entstandene Grafschaft Savoyen umfasste auch das Gebiet von Ugine, dessen Namen sich vom lateinischen augia (Flussaue) ableitet. Häufige Überschwemmungen des Talbodens hatten zur Folge, dass die ersten Siedlungen an den Hängen gebaut wurden. Der Ort Ugine entstand dabei auf einem hervorstehenden, etwa 50 m über dem Talboden befindlichen Hangabsatz, also an einer zentralen Position zur Kontrolle des Chaise-Tals und des Arly-Tals. Bonifatius von Savoyen, Sohn des Grafen Thomas I. (Savoyen) und späterer Erzbischof von Canterbury, erhielt 1233 Ugine als Lehen zur Apanage und befestigte es in den darauffolgenden Jahren durch eine Stadtmauer und mehrere im Tal verteilte Burgen. Ugines Randlage in Savoyen an der Grenze zu den Grafschaften Genf und Faucigny hatte zur Folge, dass im 13. und 14. Jahrhundert mehrere Angriffe auf Ugine stattfanden, bei denen das Dorf und die Umgebung 1307 in Brand gesetzt wurden. Mit dem 1355 geschlossenen Vertrag von Paris fiel zuerst das Faucigny an die Grafen von Savoyen, und durch weitere Besitzänderungen 1400 auch die Grafschaft Genf. Dadurch befand sich Ugine im Landesinneren des inzwischen zum Herzogtum aufgestiegenen Haus Savoyens und war den Angriffen benachbarter Feudalstaaten nicht mehr ausgesetzt.

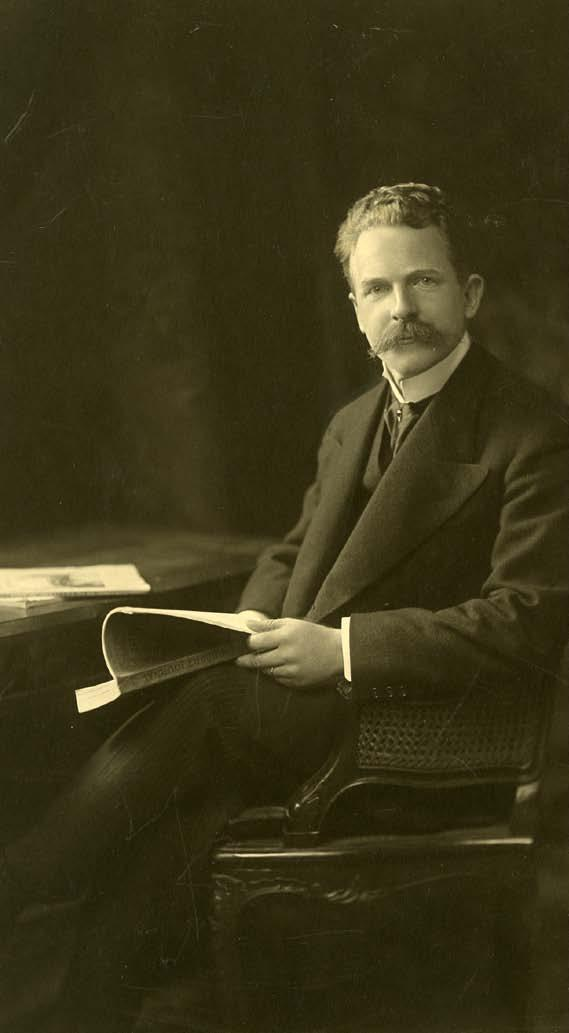
Der Unternehmer Paul Girod

Die Industrialisierung Ugines begann 1904 mit der Eröffnung eines Werkes für Ferrolegierungen durch den Schweizer Chemiker und Unternehmer Paul Girod. Er brachte in seinen Fabriken den wenige Jahrzehnte zuvor erfundenen Lichtbogenofen zur Anwendung, ein elektrisch betriebener Schmelzofen, mit dem sich die Qualität der Legierungen steigern und sehr genau kontrollieren ließ. Die in Ugine reichlich verfügbare Wasserkraft war der wesentliche Grund für die Ansiedelung dieser energieintensiven Industrie und erlaubte es, Elektrizitätserzeugung und Metallfabrik an einem Standort zu vereinen. Zusätzliche Attraktivität als Industriestandort erhielt Ugine von der 1901 eröffneten Eisenbahnlinie Annecy – Albertville. Schon 1908 wurde der Betrieb um ein Elektrostahlwerk erweitert. Parallel dazu entstanden in Ugine neue Stadtviertel mit Arbeiterwohnungen und ein Stromnetz, das es erlaubte, zusätzlich aus den umliegenden Tälern die Energie von Wasserkraftwerken zu beziehen.
Während des Ersten Weltkriegs nahm die Stahlproduktion in Ugine eine zentrale Bedeutung für die Versorgung Frankreichs mit Waffenstahl ein. Von den mehreren hundert als Soldaten eingezogenen Bürger starben 89 aus Ugine und Outrechaise sowie 40 aus der damals eigenständigen Gemeinde Héry-sur-Ugine im Krieg. Zusätzlich fielen gegen Ende des Krieges noch etwa 70 Einwohner der Spanischen Grippe zum Opfer. Im Zweiten Weltkrieg befand sich Ugine nach der Eroberung Frankreichs durch die deutsche Wehrmacht in der unbesetzten Zone. Die Stahlwerke konnten daher zunächst als eigenständiger Betrieb weiter produzieren, die produzierten Rohstoffe wurden aber im Rahmen der Waffenstillstandsverpflichtungen für die deutsche Kriegswirtschaft nutzbar gemacht. Im November 1942 folgte dann die Italienische Besetzung der Gebiete links der Rhone, bis schließlich im September 1943 die deutschen Truppen auch in diesen Teil Frankreichs einmarschierten und die direkte Kontrolle über die Stahlwerke übernahmen. Im Dezember 1943 wurden Zwangsarbeiter in der Produktion eingesetzt.
Parallel dazu hatte die Résistance Strukturen aufbauen können, die schlagkräftig genug waren, um die kriegswichtigen Stahlwerke in Ugine mit einer Serie von Sabotageakten und Bombenanschlägen zu überziehen und damit zeitweise die Produktion zum Erliegen zu bringen. Die Kämpfe gipfelten in einem Anschlag auf die zum Gütertransport wichtige Bahnlinie im Juni 1944, auf den eine Vergeltungsaktion folgte, bei der 28 Zivilisten aus Ugine erschossen und mehrere Häuser zerstört wurden. Am 23. August 1944 wurde Ugine durch alliierte Truppen befreit.
In der zweiten Hälfte des 20. Jahrhunderts siedelten sich weitere Metallwerke in Ugine an. Die Eisenbahnlinie nach Annecy wurde schrittweise zurückgebaut: nach der Einstellung des Personenverkehrs 1938 wurde sie in den 1960er Jahren ganz stillgelegt und umgewidmet, seit 2006 besteht ein schnellwegartiger, fast kreuzungsfreier Fahrradweg auf der gesamten Trasse Ugine – Annecy. Der Teil Ugine – Albertville ist weiterhin als Güterstrecke für die Metallwerke in Betrieb. Veränderungen in der Gemeindestruktur betrafen die Eingemeindung von Outrechaise 1963 und Héry-sur-Ugines 1971 sowie die Umbenennung des Ortes im Dezember 1952 von Ugines nach Ugine.

## Städtepartnerschaft
- Gallio (Italien)

## Kultur und Sehenswürdigkeiten
Im alten Ortskern sind noch einige mittelalterliche Häuser erhalten, darunter eines
der vier festen Häuser, das Château Proust, in dem sich ein Restaurant befindet. Unterhalb des Ortskerns steht das Château de Crest-Cherel, ein weiteres festes Haus aus dem 13. Jahrhundert, das heute mit dem Musée des arts et traditions populaires du Val d’Arly ein Heimatkundemuseum beherbergt. Es zeigt in 12 Sälen historische Objekte aus dem beruflichen und privaten Landleben sowie Ausgrabungen mittelalterlicher Befestigungen. Das alte Bahnhofsgebäude wurde restauriert und beherbergt heute das Touristenbüro.
Die Kirche Saint-Laurent geht auf einen romanischen Kirchbau aus dem 12. Jahrhundert zurück, von dem der Chor erhalten ist. Der Hauptbau wurde im 1685 im Barockstil neu errichtet
und 1869 nach Westen erweitert. Der ehemals eigenständige Ort Héry hat einen Kirchbau aus dem Jahr 1760, der ebenfalls eine frühere Kirche ersetzte.

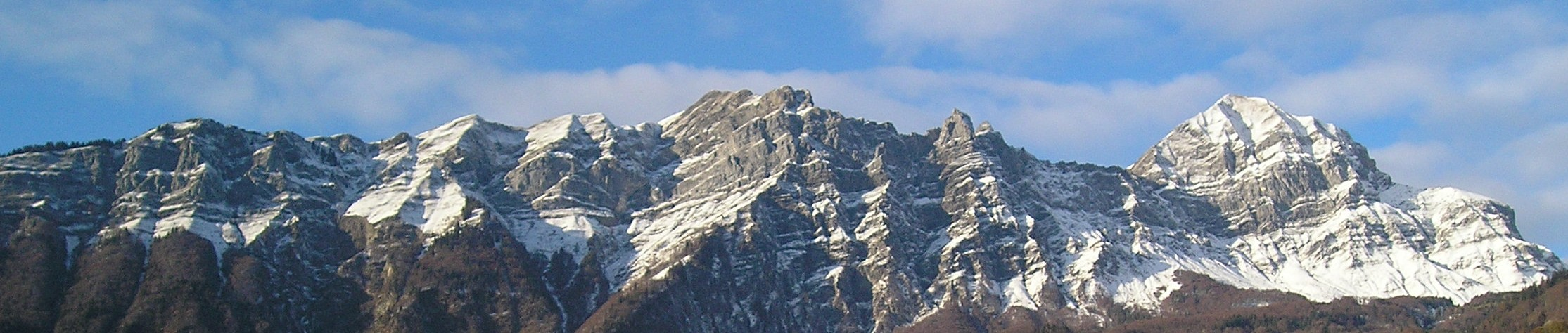
Der Mont Charvin (rechts) als Teil der Bergkette Chaîne des Aravis von Ugine aus gesehen.

Das Massiv des Mont Charvin bietet mehrere Wanderwege. Die Ostroute auf den Gipfel führt über die Via Ferrata Pas de l’Ours. Im Gegensatz zu den Nachbargemeinden ist Ugine selbst kein Wintersportzentrum, es gibt jedoch in Les Rafforts einen Stangenschlepplift der von 930 m auf 1224 m führt und einige Pisten bedient. In Ugine beginnt ein 31 km langer Fahrradweg auf der stillgelegten Bahntrasse nach Annecy.

## Wirtschaft und Infrastruktur

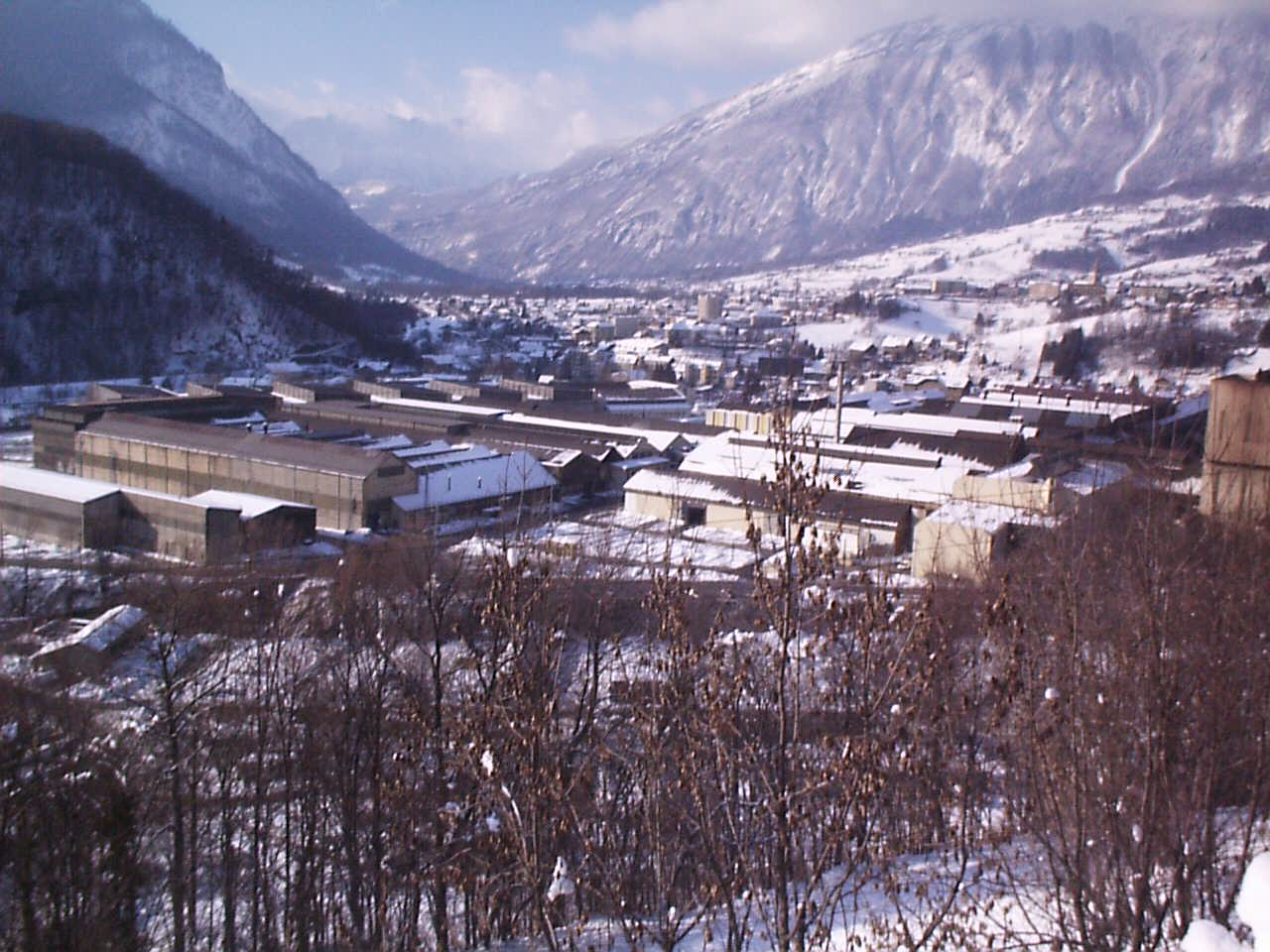
Ugitech

Verschiedene Metallhersteller von internationaler Bedeutung bilden auch heute noch den Hauptwirtschaftszweig in Ugine, darunter:
- Ugitech stellt Langprodukte (Stäbe, Draht) aus rostfreiem Stahl her, die auf die Stahlwerke von Paul Girod zurückgehende Firma gehört seit 2006 zur Schmolz + Bickenbach Gruppe und hat 1200 Mitarbeiter in Ugine;
- Areva-Cezus produziert seit 1971 Zirconium für den Areva-Konzern zur Verwendung als Hülle von Brennelementen;
- Timet, seit 1996 in Ugine, produziert Titan innerhalb der Titanium Metal Corporation.

Trotz der großen Gemeindefläche befinden sich nur eine kleine Anzahl landwirtschaftlicher Betriebe in Ugine, die zudem eine stark sinkende Tendenz aufweist.

### Verkehr
Ugine ist mit den umliegenden Städten über Départementsstraßen verbunden, deren Verlauf sich an den Flusstälern orientiert. Die D1212 (vormals Nationalstraße 212) verläuft parallel zum Arly und verbindet Ugine mit Albertville sowie in entgegengesetzter Richtung mit den Bergdörfern im oberen Arly-Tal. Von ihr zweigt in Ugine die D1508 (vormals Nationalstraße 508) in Richtung Faverges und Annecy ab. Zusätzlich gibt es noch mehrere kleinere Straßen, die auf dem Gemeindegebiet spezielle Funktionen erfüllen:
- Die D109 ist auf das Gemeindegebiet beschränkt und stellt die Hauptverbindung dar zwischen den in Flussnähe verlaufenden interkommunalen Straßen und dem mittelalterlichen Ortskern sowie den auf den Hängen des Mont Charvin liegenden Weilern, insbesondere Héry. Durch ihre hohe Lage bietet sie außerdem eine Ersatzstrecke ins obere Arly-Tal, falls die am Boden der Schlucht parallel verlaufende D1212 aufgrund von Naturereignissen nicht passierbar ist.
- Die D71 überquert den Arly am Ausgang seiner Schlucht und verbindet Ugine mit den Weilern im Massif du Beaufortain und mit der Nachbargemeinde Cohennoz.
- Die D67 überquert den Arly weiter flussabwärts und führt von der D1212 durch den Ortsteil l'Île und weiter über den Pass Col de la Forclaz zur Nachbargemeinde Queige.

Der nächstmögliche Autobahnanschluss ist die A430 in Albertville. Dort befindet sich auch ein SNCF-Bahnhof, der mit einer Busverbindung erreicht werden kann. Als Flughäfen in der Region kommen Genf (80 km), Chambéry-Savoie (70 km) sowie Lyon-St-Exupéry (150 km) in Frage.

### Bildung
In Ugine befinden sich jeweils fünf Kindergärten und Grundschulen (École maternelle bzw. École élémentaire) sowie mit dem Collège Perrier de la Bathie und Lycée René Perrin zwei weiterführende Schulen.

## Sport
Im Gemeindegebiet von Ugine befindet sich die D109 auf deren höchsten Punkt im Jahr 1995 eine Bergwertung der Tour de France unter dem Namen Côte de Héry (1030 m) abgenommen wurde. Die rund 11 Kilometer lange Südauffahrt vom Zentrum wies dabei eine durchschnittliche Steigung von etwa 5 % auf, womit der Anstieg der 2. Kategorie zugeordnet wurde. Im Jahr 2025 soll die Tour de France im Rahmen der 19. Etappe erneut über die Bergwertung führen, die nun den Namen Côte d’Héry-sur-Ugine trägt.